# Chikkabuhalli, Tirumakudal Narsipur
Chikkabuhalli là một làng thuộc tehsil Tirumakudal Narsipur, huyện Mysore, bang Karnataka, Ấn Độ.